# 古屋台軒
古屋 台軒（ふるや たいけん、明治27年(1894年) - 昭和16年(1941年)8月7日）は、大正時代から昭和時代にかけての浮世絵師、版画家。

## 来歴
川合玉堂及び鏑木清方の門人。姓は古屋または古家、台軒と号した。浅草の橋場に生まれている。巽画会を経て玉堂の門人となった。風景画、花鳥画、人物画を得意としていた。橋口五葉、伊東深水、川瀬巴水に続く新人として、大正11年（1922年）2月に渡辺庄三郎の渡辺版画店から新版画の作品「瞽女」、「越後獅子」などを発表している。旅芸人に題材をとり、庶民的な女性の姿を捉えた、地方風俗を描いた台軒の版画には独特のペーソスが感じ取れ、深水から巴水に受け継がれた大正抒情の表現が明確に表れている。
昭和2年（1927年）11月、同じく玉堂門人であった児玉希望、長谷川光孝、磯部草丘、田中針水、藤井霞郷、島春潮、鈴木有哉と台軒の8名が集まり、翌昭和3年（1928年）に戊辰会が結成された。同年3月、三越において第1回戊辰会の展覧会が開催され、台軒は「祭の日二題」を出品、翌昭和4年（1929年）3月の第2回展には「夏の白濱村」という作品を出品している。
また、昭和5年（1930年）開催の第11回帝展に「夕立」（初入選）を、昭和6年（1931年）の第12回帝展に「くさむら」という作品を出品したことが知られている。その後、昭和12年（1937年）の第8回戊辰会の展覧会に「恵池」という作品を出品している。昭和16年8月7日に没した。享年48。逆算によると、生年は明治26年（1893年）と推定される。

## 作品
- 「旅藝人」　木版画　渡辺版　千葉市美術館所蔵　大正11年（1922年）
- 「越後獅子」　木版画　渡辺版　大正11年（1922年）
- 「瞽女」　木版画　渡辺版　大正11年（1922年）
- 「源氏節」　木版画　渡辺版　大正11年（1922年）

## 参考図書
- 浮世絵モダーン　深水・五葉・巴水…伝統木版画の隆盛　町田市立国際版画美術館編　町田市立国際版画美術館、2005年
- はじまりは国芳　江戸スピリットのゆくえ　柏木智雄・内山淳子・片多祐子著、横浜美術館企画・監修、大修館書店、2012年